# Papúa Nueva Guinea en los Juegos Paralímpicos de Sídney 2000
Papúa Nueva Guinea estuvo representada en los Juegos Paralímpicos de Sídney 2000 por tres deportistas masculinos. El equipo paralímpico papú no obtuvo ninguna medalla en estos Juegos.